# 3 유노

처음 발견된 10개의 소행성과 달의 크기 비교. 유노는 왼쪽에서 세 번째에 위치해있다.

3 유노의 궤도

유노(Juno)는 세 번째로 발견된 소행성으로, 소행성대 전체 질량의 약 1%가량 차지한다. 유노는 1804년 9월 1일 독일의 천문학자 카를 루트비히 하딩이 발견했다. 이름은 로마 신화의 최고 여신, 유노에서 따왔다. 발음에 따라 때때로 주노라 쓰는 경우도 꽤 있다.

## 특징
유노는 소행성 중에서는 큰 편에 속하며, 소행성대 전체 질량의 1%가량 차지한다. 암석질 S형 소행성 중에서는 15 에우노미아 다음으로 크다. 그러나, 큰 편에 속하더라도 세레스 질량의 3% 밖에 되지 않는다.
S형 소행성 중에서, 유노는 유별나게 반사율이 크다. 이 사실은 소행성대 안쪽 가장자리 부근의 작은 천체들을 봤을 때, 상대적으로 겉보기 등급이 작다는 것을 의미한다. 충 위치 중에서도 최적의 자리에 있을 때는 +7.5등급에 이르지만, 보통 충 위치에 있을 때는 +8.7등급 정도가 대부분이다. 이 때, 보기 위해서는 쌍안경이 필요하며, 이각이 더 작을 때는, 76 mm 이상의 망원경이 필요하다. 한편 유노는 유노 족 소행성의 주 천체이다.
처음에 유노는 세레스, 2 팔라스, 4 베스타와 함께 행성으로 간주되었다. 1811년, 요한 히에로니무스 슈뢰터는 유노의 지름을 2,290 km 로 잘못 계산했다. 후에 다른 여러 소행성이 발견되자 네 개의 소행성은 재분류되었으며, 유노는 작은 크기와 불규칙한 모양으로 인해 왜행성 후보에도 제외되었다.
유노의 궤도는 세레스나 팔라스에 비해 태양과 가깝다. 궤도 경사각은 약 12°, 이심율은 명왕성보다 훨씬 크다. 이런 높은 이심율 때문에 근일점에서는 위의 두 소행성보다 태양에 훨씬 가깝지만, 원일점에서는 훨씬 멀다. 유노의 이심율은 1854년, 33 폴리힘니아가 발견되기 전까지는 가장 이심율이 큰 소행성이었다. 한편, 지름 200 km 이상인 소행성 중에서는 324 밤베르가가 더 이심율이 크다.
유노는 순행 자전하며, 자전축은 50° 정도 기울어져있다. 최대 표면 온도는 2001년 10월 2일에 측정했을 때, 293 K였다. 태양과의 거리까지 고려했을 때, 근일점에서의 최대 온도는
301 K로 계산되었다.
유노의 표면을 분광학적으로 연구한 결과, 콘드라이트의 근원임이 밝혀졌다. 적외선 사진으로는 표면에 약 100 km 너비의 분화구 지형이 존재하는 것으로 밝혀졌다.

## 관측
유노는 엄폐 현상이 관측된 최초의 소행성이다. 1958년 2월 19일, 한 어두운 별 (SAO 112328)의 전면을 지나갔다. 이후로도, 유노의 여러 엄폐 현상이 관측되었다. 가장 "수확이 많았던" 사건은 1979년 12월 11일에 일어난 엄폐 현상으로 18명의 관측자가 기록했다.
화성 궤도 주위의 우주선의 전파를 이용하여 화성의 운동으로 인하여 발생하는 섭동 현상으로부터 유노의 질량을 추정했다. 유노의 궤도는 1839년 무렵에 약간 변한 것으로 보인다. 이는 주위를 지나가는 소행성의 섭동에 원인이 있는 것으로 추정되지만, 구체적으로 어떤 소행성인지는 판명나지 않았다. 가능성이 적지만 다른 요인으로는 상당한 크기의 어떤 천체와 충돌에 원인이 있을 것이라는 주장이 있다.
1996년. 윌슨 산 천문대의 후커 망원경을 이용하여 가시광선과 근적외선 파장 영역에서 유노를 촬영했다. 그 사진을 통하여서 자전 주기와 형태, 어두운 알베도 지형 등의 정보를 얻었다.
| 애니메이션 배경별에 대해 움직이는 유노. | 별 시야 2009년, 충에서의 유노. |